# Laetitia Boehm

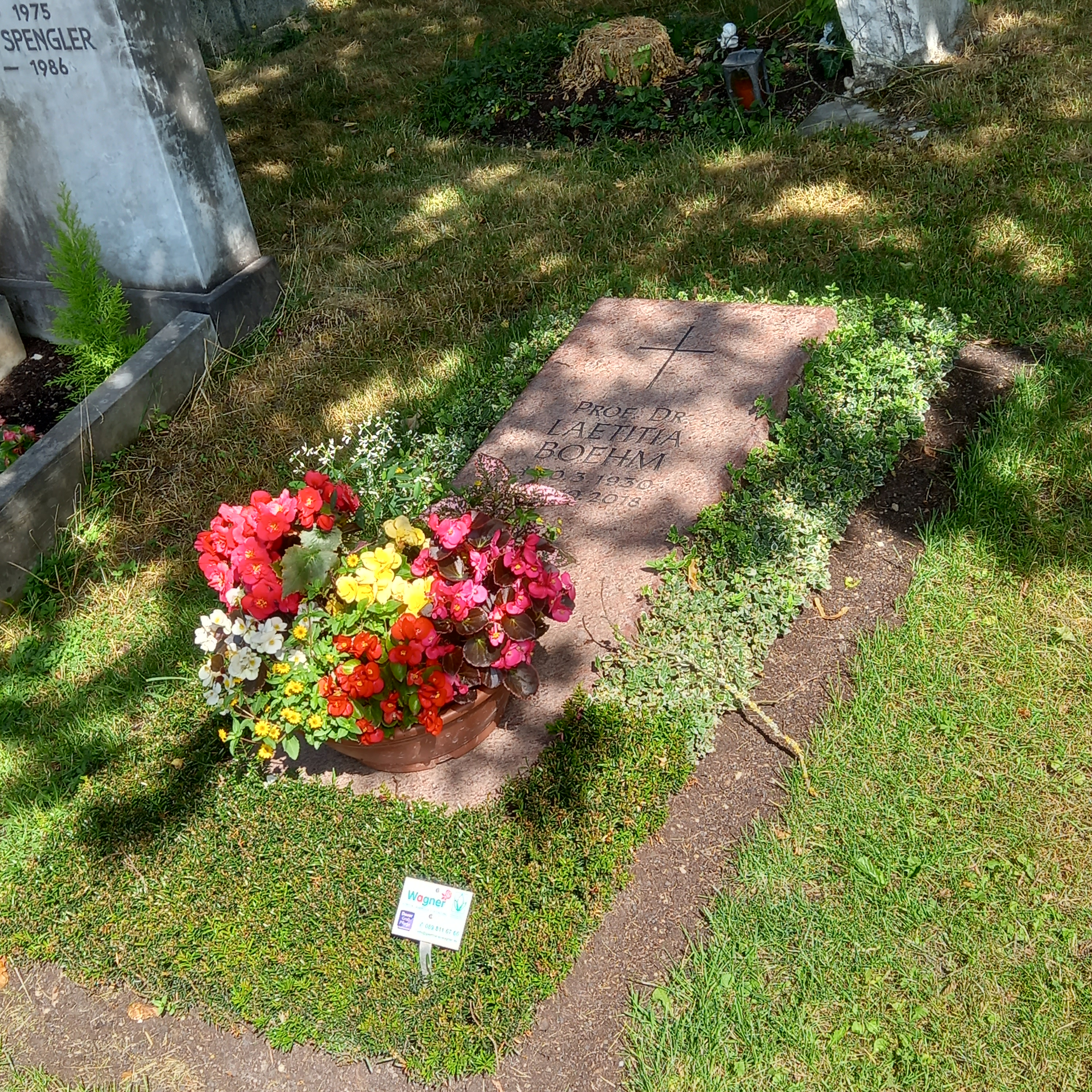
Das Grab von Laetitia Boehm auf dem Nordfriedhof (München)

Laetitia Boehm (* 30. März 1930 in München; † 23. Oktober 2018 ebenda) war eine deutsche Historikerin. Sie lehrte von 1969 bis zu ihrer Emeritierung 1998 als ordentliche Professorin für Mittlere und Neuere Geschichte mit besonderer Berücksichtigung der Universitäts- und Bildungsgeschichte  an der Ludwig-Maximilians-Universität München. Boehm war eine der ersten Geschichtsprofessorinnen in der Bundesrepublik Deutschland.

## Leben und Werk
Nach ihrer Schulzeit in Landsberg am Lech, Hamburg, Wiesbaden und dem Abitur 1948 in Garmisch-Partenkirchen studierte Laetitia Boehm Geschichte, Germanistik und Romanistik an den Universitäten Eichstätt und ab 1949/50 in München. Sie besuchte unter anderem Lehrveranstaltungen von Alois Dempf, Romano Guardini und Franz Schnabel. Ihr wichtigster akademischer Lehrer war Johannes Spörl. Boehm wurde 1954 bei Spörl mit einer Studie zur Geschichtsschreibung des ersten Kreuzzugs – Guibert von Nogent promoviert. Sie habilitierte sich 1959 als eine der ersten Historikerinnen Deutschlands mit einer begriffsgeschichtlichen Arbeit im frühen und hohen Mittelalter. An der Münchener Philosophischen Fakultät war sie nach Dorothee Grokenberger und Annelies Kammenhuber erst die dritte Frau, die sich habilitierte. Bis zu einer Berufung auf einen Lehrstuhl musste sie fast ein Jahrzehnt warten. Im Jahr 1965 wurde sie zur außerplanmäßigen Professorin ernannt. Nach Studienaufenthalten in Fribourg und Paris wurde Boehm 1969 ordentliche Professorin für Mittlere und Neuere Geschichte mit besonderer Berücksichtigung der Universitäts- und Bildungsgeschichte an der Universität München. Damals waren von rund siebzig Mittelalterprofessuren mit Edith Ennen und Laetitia Boehm nur zwei mit Frauen besetzt. Zuvor hatte Boehm 1968 einen Ruf auf einen Lehrstuhl der neu gegründeten Universität Düsseldorf abgelehnt. Von 1973 bis 1975 war mit Boehm erstmals eine Frau Dekanin der Philosophischen Fakultät der LMU München. Im Jahr 1998 wurde Boehm emeritiert. Zu ihren akademischen Schülern gehörten Ingrid Baumgärtner, Rainer A. Müller, Winfried Müller und Helmut Zedelmaier. Von 1969 bis 2000 war Boehm zudem Vorstand des Münchner Universitätsarchivs.
Thematisch arbeitete sie zur mittelalterlichen Historiografie, der Geschichte Burgunds, dem Erziehungs- und Bildungswesen in Mittelalter und Früher Neuzeit und den Universitäten in der Sattelzeit um 1800. Im Jahr 1971 erschien ihre Geschichte Burgunds, die 1979 und 1998 erweitert wieder aufgelegt wurde. Sie erforschte die Geschichte der Ludwig-Maximilians-Universität München. Dazu betreute sie zu allen Epochen Dissertationen, die dann in der von ihr herausgegebenen Schriftenreihe Ludovico Maximilianea erschienen. Boehm wurde 1975 als erste Frau ordentliches Mitglied der Historischen Kommission bei der Bayerischen Akademie der Wissenschaften. Seit 2009 war sie außerdem Mitglied der Kommission für Wissenschaftsgeschichte dieser Akademie. Von 1974 bis 1999 leitete sie die Sektion Geschichte der Görres-Gesellschaft. Außerdem war sie Schriftleiterin des Historischen Jahrbuchs der Görresgesellschaft. Von 1990 bis 1993 war sie Präsidentin der Gesellschaft für Wissenschaftsgeschichte. Sie erhielt die Bayerische Verfassungsmedaille in Silber (1997), den Bayerischen Verdienstorden (2000), den Ehrenring der Görres-Gesellschaft (2001) und den Bayerischen Maximiliansorden für Wissenschaft und Kunst (2008).

## Schriften (Auswahl)
Monographien
- Geschichte Burgunds. Politik, Staatsbildungen, Kultur. Kohlhammer, Stuttgart 1971; 2. ergänzte Auflage. Kohlhammer, Stuttgart 1979, ISBN 978-3-17-005213-0; Lizenzausgabe. VMA-Verlag, Wiesbaden 1998, ISBN 3-928127-62-4.

Aufsatzsammlung
- Gert Melville, Rainer A. Müller, Winfried Müller (Hrsg.): Geschichtsdenken, Bildungsgeschichte, Wissenschaftsorganisation. Ausgewählte Aufsätze von Laetitia Boehm anläßlich ihres 65. Geburtstages. Duncker & Humblot, Berlin 1996, ISBN 3-428-08640-6.

Herausgeberschaften
- mit Johannes Spörl: Die Ludwig-Maximilians-Universität in ihren Fakultäten. Teil 1. Duncker & Humblot, Berlin 1972, ISBN 3-428-02702-7; Teil 2. Duncker & Humblot, Berlin 1980, ISBN 3-428-04737-0.
- mit Rainer A. Müller: Universitäten und Hochschulen in Deutschland, Österreich und der Schweiz. Eine Universitätsgeschichte in Einzeldarstellungen (= Hermes-Handlexikon). Econ-Verlag, Düsseldorf u. a. 1983, ISBN 3-430-11382-2.
- mit Charlotte Schönbeck: Technik und Bildung. VDI-Verlag, Düsseldorf 1989, ISBN 978-3-18-400865-9.
- Biographisches Lexikon der Ludwig-Maximilian-Universität München. Teil 1: Ingolstadt-Landshut 1472–1826. Duncker & Humblot, Berlin 1998, ISBN 3-428-09267-8.
- Christoph Besold: Synopse der Politik. Übersetzt von Cajetan Cosmann. Insel, Frankfurt am Main 2000, ISBN 978-3-458-17019-8.
- mit Gerhard Tausche: Von der Donau an die Isar. Vorlesungen zur Geschichte der Ludwig-Maximilians-Universität 1800–1826 in Landshut. Duncker & Humblot, Berlin 2003, ISBN 978-3-428-11226-5.